# 惠亮
惠亮，公元6世紀的新羅僧侶。
他出身高句麗，並於境內開堂說經。某次年輕時的新羅貴族居柒夫潛入高句麗國境，遇上惠亮講經便去聽講。惠亮晚上招居柒夫秘密相見，明言已知居柒夫非普通人，勸他早日回新羅，以免被人認出。又說看居柒夫的面相，將來必為將帥，他日如果攻打此地，請他放過自己。
後來居柒夫在551年（建元十六年）領軍入侵高句麗時，為報昔日惠亮之恩，邀其同返新羅。惠亮有感高句麗國政混亂，因此答應。之後惠亮得真興王命為僧統，始置百高座講會及八關會。